# Cyaniris acisoides
Cyaniris acisoides är en fjärilsart som beskrevs av Beuret 1961. Cyaniris acisoides ingår i släktet Cyaniris och familjen juvelvingar. Inga underarter finns listade i Catalogue of Life.